# Ligue française
Ne doit pas être confondu avec la Ligue française pour la défense des intérêts vitaux de la France et de ses colonies, crée en mars 1914

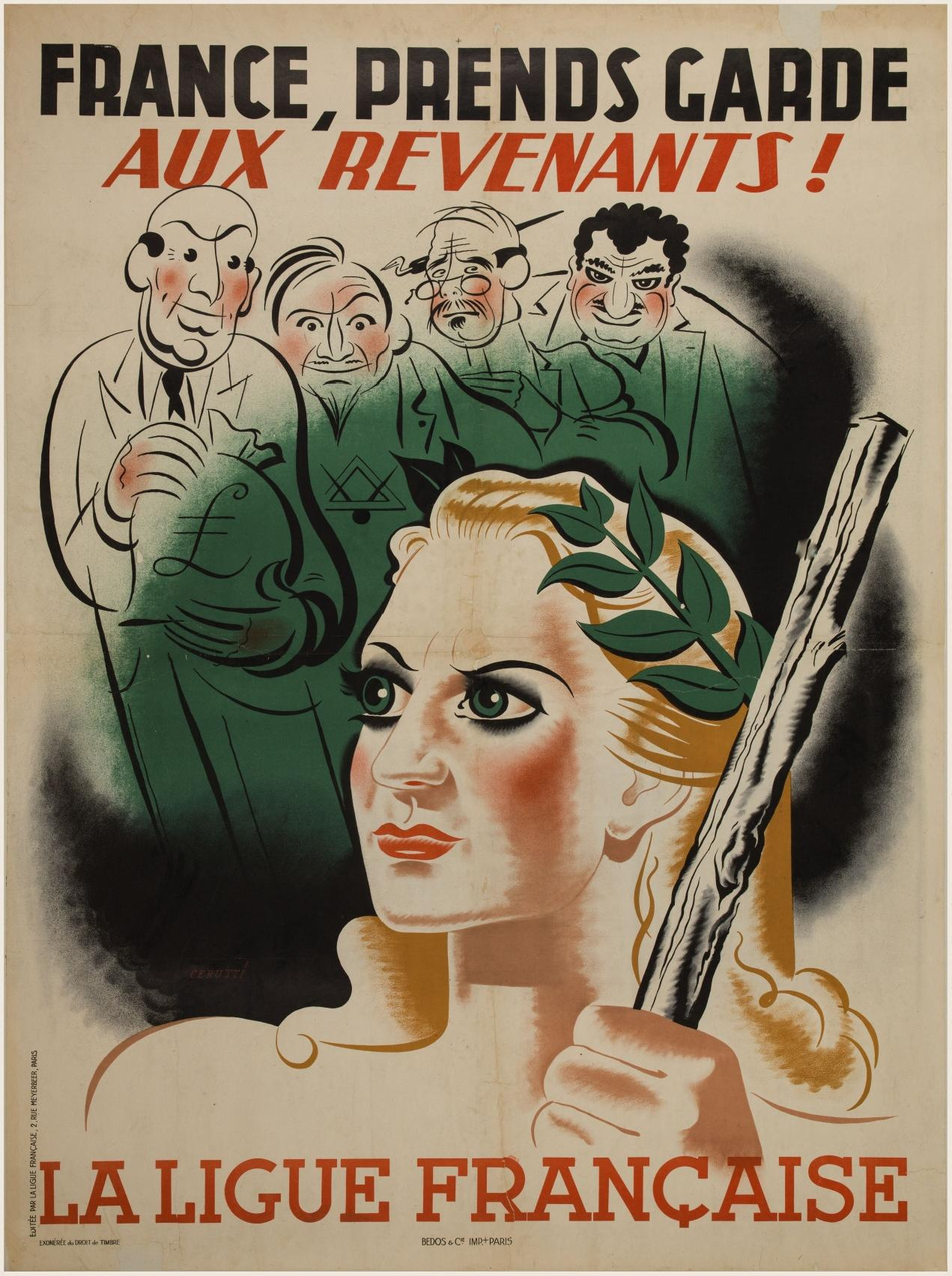
Affiche de propagande anglophobe, antimaçonnique et antisémite de la Ligue française, en 1941.

La Ligue française d'épuration, d'entraide sociale et de collaboration européenne, appelée couramment Ligue française, était un mouvement politique collaborationniste français fondé par Pierre Costantini en septembre 1940, avec la bienveillance de l'Allemagne. La ligue change de nom après l'invasion de l'URSS pour se baptiser Ligue française antibritannique et antibolchévique. Elle était dotée d'un service d'ordre, la Milice révolutionnaire française (à ne pas confondre avec la Milice française). Son journal s'intitulait L'Appel.